# Wahlen 2026
◄◄ | ◄ | 2022 | 2023 | 2024 | 2025 | Wahlen 2026 | 2027

Weitere Ereignisse
Die hier aufgeführten Wahlen sind für das Jahr 2026 vorgesehen. Die Aufnahme in diese Liste bedeutet nicht, dass jede aufgeführte Wahl voraussichtlich nach international anerkannten demokratischen Standards durchgeführt werden wird. Diese Liste kann auch absehbare Scheinwahlen in Diktaturen ohne Alternativkandidaten enthalten oder Wahlen, bei denen schon jetzt aufgrund der gegebenen politischen Verhältnisse absehbar ist, dass sie durch massiven Wahlbetrug oder ohne fairen, gleichrangigen Zugang der konkurrierenden Kandidaten oder Parteien zu den Massenmedien zustande kommen werden.

## Termine
| Land        | Datum                  | Wahl/Abstimmung                                     | Letzte Wahl/Abstimmung | Kontext/Übersicht                         | Bemerkung |
| ----------- | ---------------------- | --------------------------------------------------- | ---------------------- | ----------------------------------------- | --------- |
| Libanon     | Mai                    | Wahl zum Libanesischen Parlament                    | 2022                   | Kategorie:Parlamentswahl im Libanon       |           |
| Schweden    | September              | Wahl zum Schwedischen Reichstag                     | 2022                   | Kategorie:Wahl zum Schwedischen Reichstag |           |
| Deutschland | 8. März                | Kommunalwahlen in Bayern                            | 2020                   | Kommunalwahl in Bayern                    |           |
| Deutschland | 8. März                | Wahl zum 18. Landtag von Baden-Württemberg          | 2021                   | Landtagswahl in Baden-Württemberg         |           |
| Deutschland | 15. März               | Kommunalwahlen in Hessen                            | 2021                   | Kommunalwahl in Hessen                    |           |
| Deutschland | 22. März               | Wahl zum 19. Landtag von Rheinland-Pfalz            | 2021                   | Landtagswahl in Rheinland-Pfalz           |           |
| Deutschland | 6. September           | Wahl zum neunten Landtag von Sachsen-Anhalt         | 2021                   | Landtagswahl in Sachsen-Anhalt            |           |
| Deutschland | 13. September          | Kommunalwahlen in Niedersachsen                     | 2021                   | Kommunalwahl in Niedersachsen             |           |
| Deutschland | 20. September          | Wahl zum 20. Abgeordnetenhaus von Berlin            | 2023                   | Wahl zum Abgeordnetenhaus von Berlin      |           |
| Deutschland | 20. September          | Wahl zum neunten Landtag von Mecklenburg-Vorpommern | 2021                   | Landtagswahl in Mecklenburg-Vorpommern    |           |
| Dänemark    | spätestens 31. Oktober | Folketingswahl                                      | 2022                   | Folketingswahl                            |           |
| Slowenien   |                        | Parlamentswahl in Slowenien                         | 2022                   | Wahl in Slowenien                         |           |